# Émile Rideau
Émile Rideau, né le 27 août 1899 à Cherbourg où son père, Émile Rideau, lieutenant de l'Infanterie de Marine, était affecté, est un philosophe et écrivain jésuite français. Il meurt le 22 mai 1981 à Paris.

## Publications
- Le Dieu de Bergson. Alcan, 1932.
- Les rapports de la matière et de l’esprit dans le bergsonisme (Alcan, 1932).
- Descartes, Pascal, Bergson (Boivin, 1937).
- Philosophie de la physique moderne' (Éditions du Cerf, 1939).
- Consécration. Le christianisme et l’activité humaine (Desclée de Brouwer, 1945).
- Introduction à la pensée de Valéry. DdB, 1945.
- François Mauriac (SPES, 1945).
- Alain Fournier (SPES, 1946).
- La pensée de Gustave Thibon (SPES, 1946).
- Comment lire Alain-Fournier. Aux Étudiants de France , 1946.
- Comment Lire François Mauriac. Aux Étudiants De France, 1947.
- Séduction communiste et réflexion chrétienne (SPES, 1947).
- Ce que croient les chrétiens (SPES, 1951).
- Paganisme ou christianisme. Étude sur l’athéisme moderne, Casterman (1953)
- Présence à Dieu, présence au monde , Éditions ouvrières, 1953
- Ami voici notre foi, USIC, 1954.
- Euratom, Marché commun, C.E.C.A. (Éditions ouvrières, 1957).
- La pensée du Père Teilhard de Chardin. éditions du Seuil, 1965.
- Teilhard oui ou non ?, Fayard, 1967, (collection "Jalons").
- Voici notre Foi : synthèse de la foi catholique (Fayard, 1968, collections "Jalons").
- La Révélation (Fayard, 1972, Collection : Je sais, je crois).
- Thérèse de Lisieux, la nature et la grâce. Fayard , 1973, prix Juteau-Duvigneaux de l’Académie française en 1974.
- Nicolas Roland, 1642-1678. Collection Figures d’hier et d’aujourd’hui, Beauchesne, 1976.
- Saint Ignace et la Compagnie de Jésus - Les Ordres religieux, Tome II, les Ordres religieux actifs, Flammarion, 1980.